# Griselda Álvarez
Griselda Álvarez Ponce de León (Guadalajara, 5 april 1913 - Mexico-Stad, 26 maart 2009) was een Mexicaans schrijfster en politica. Zij was als eerste vrouw gouverneur van een Mexicaanse deelstaat.
Álvarez kwam uit een vooraanstaande familie uit de staat Colima. Haar overgrootvader Manuel Álvarez was de eerste gouverneur van de staat en haar vader Miguel Alvarez García bekleedde dezelfde functie. Vanwege haar bekendheid als schrijfster bekleedde ze verschillende politieke posities. In 1979 werd ze voor de Institutioneel Revolutionaire Partij (PRI) tot gouverneur van Colima gekozen, als eerste vrouw in de Mexicaanse geschiedenis.
Álvarez was de laatste jaren lid van de Partij van de Democratische Revolutie (PRD).
- Biblioteca Nacional de España: XX1192258
- Bibliothèque nationale de France: cb13600006p (data)
- Gemeinsame Normdatei: 105670425X
- International Standard Name Identifier: 0000 0000 5376 067X
- Library of Congress Control Number: no98029280
- Nationale Bibliotheek van Israël: 987007331912805171
- Système universitaire de documentation: 074167162
- Virtual International Authority File: 24773792
- WorldCat: E39PBJwmWxQCHHBpKrqxqDKTpP